# Weizhou (köpinghuvudort i Kina, Hebei Sheng, lat 38,11, long 114,15)
Weizhou är en köpinghuvudort i Kina. Den ligger i provinsen Hebei, i den norra delen av landet, omkring 280 kilometer sydväst om huvudstaden Peking. Antalet invånare är 25 830. Befolkningen består av 12 674 kvinnor och 13 156 män. Barn under 15 år utgör 18,0 %, vuxna 15-64 år 72 %, och äldre över 65 år 9,0 %.
Runt Weizhou är det ganska tätbefolkat, med 172 invånare per kvadratkilometer. Närmaste större samhälle är Tianchang, 16,8 km sydväst om Weizhou. Trakten runt Weizhou består till största delen av jordbruksmark.
Genomsnittlig årsnederbörd är 656 millimeter. Den regnigaste månaden är juli, med i genomsnitt 206 mm nederbörd, och den torraste är december, med 4 mm nederbörd.